# Divan (poëzie)
Een divan (Perzisch: دیوان, divân, Arabisch: ديوان, dīwān) is een verzameling van poëzie of proza in de Arabische, Perzische, Ottomaanse of Pakistaanse literatuur. Haar betekenis varieert naargelang literaire traditie, geografisch gebied, en tijdsbestek.
Daar waar met dīwān in de Arabische literatuur uit de klassieke periode naar het gehele oeuvre van een dichter werd verwezen, daar beperkte de divân in de Perzische literatuur uit dezelfde tijd zich tot een verzameling van alle kortere gedichten van een dichter; over het algemeen werden lange gedichten (in de vorm van mathnawï) hier niet toe gerekend. In de Ottomaanse literatuur wordt met diwan verwezen naar de profane klassieke literatuur, waarin de gazal een toonaangevende plaats innam. De diwan ontwikkelde zich tussen de 13e en 14e eeuw in samenhang met de klassieke soefistische literatuur en met populaire mystieke literatuur.